# Grant Shaud
Grant Shaud, nato Edward Shaud III (Evanston, 27 febbraio 1961), è un attore statunitense.

## Biografia
Dopo aver studiato giornalismo a Richmond, nel 1984 si trasferì a New York iniziando a recitare. Ha lavorato a numerose serie televisive, oltre ad aver recitato al cinema e in teatro.
Nel 1995 ricevette una nomination (senza vincere il premio) agli Screen Actors Guild Award assieme al resto del cast di Murphy Brown, serie di cui è stato fra i personaggi principali nelle prime otto stagioni.

## Filmografia parziale

### Cinema
- Il distinto gentiluomo (The Distinguished Gentleman), regia di Jonathan Lynn (1992)
- Il corvo 3 - Salvation (The Crow: Salvation), regia di Bharat Nalluri (2000)

### Televisione
- Kate e Allie (Kate & Allie) - serie TV (1986)
- Murphy Brown - serie TV (1988-1996)
- La signora in giallo (Murder, She Wrote) - serie TV, episodio 7x18 (1990)
- Lois & Clark - Le nuove avventure di Superman (Lois & Clark: The New Adventures of Superman) - serie TV, 1 episodio (1997)
- Il tocco di un angelo (Touched by an Angel) - serie TV, 1 episodio (2002)
- Oliver Beene - serie TV, 24 episodi (2003-2004)
- Law & Order - I due volti della giustizia (Law & Order) - serie TV, 1 episodio (2008)
- Medium - serie TV, 2 episodi (2008)
- Law & Order - Unità vittime speciali (Law & Order: Special Victims Unit) - serie TV, 1 episodio (2012)

## Doppiatori italiani
Nelle versioni in italiano delle opere in cui ha recitato, Grant Shaud è stato doppiato da:
- Francesco Prando in Murphy Brown
- Massimo Rossi ne La signora in giallo
- Massimo Giuliani ne Il distinto gentiluomo
- Fabio Boccanera ne Il Corvo 3 - Salvation
- Antonio Angrisano ne La fantastica signora Maisel